# Kummeli

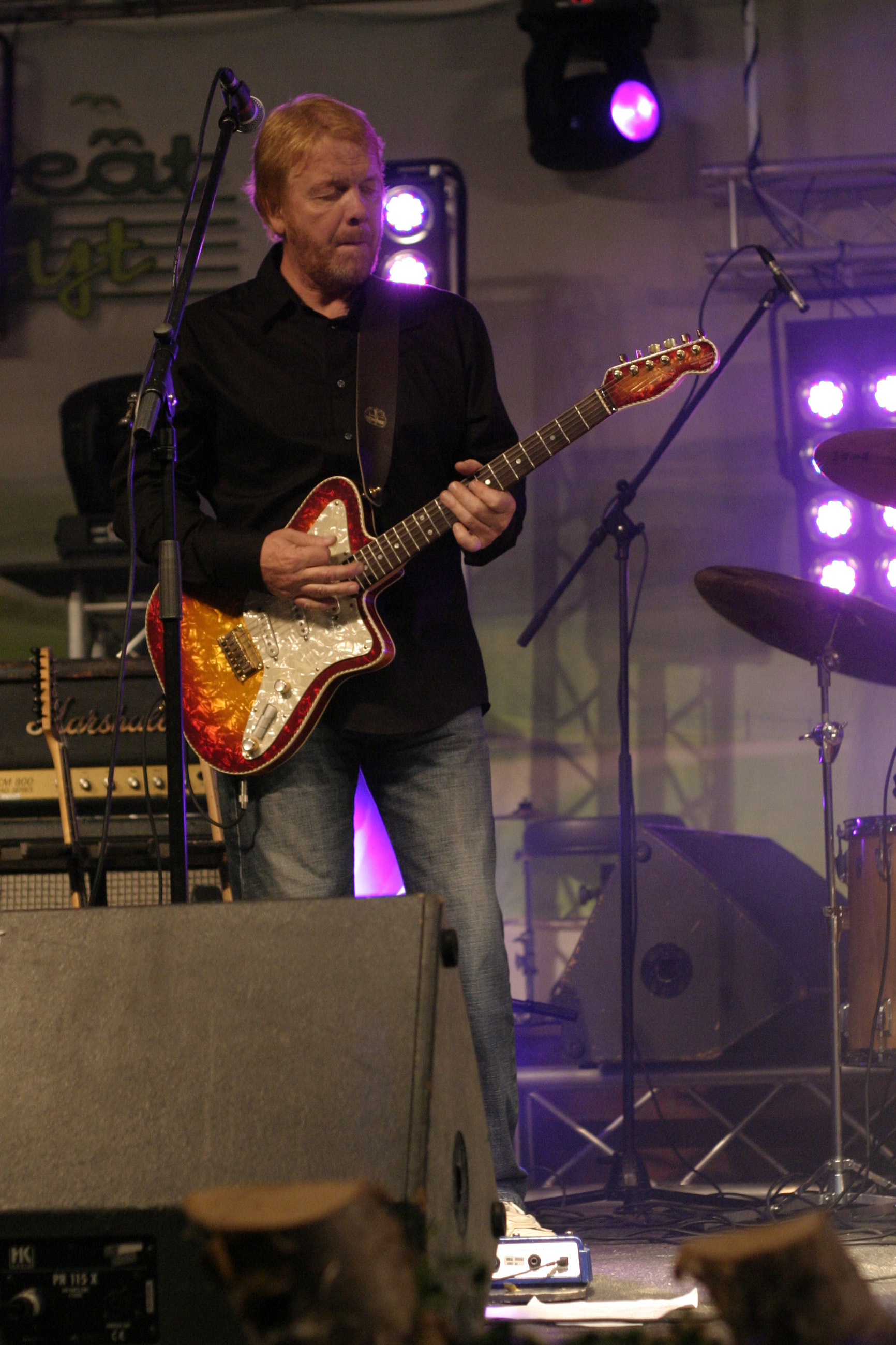
Heikki Silvennoinen

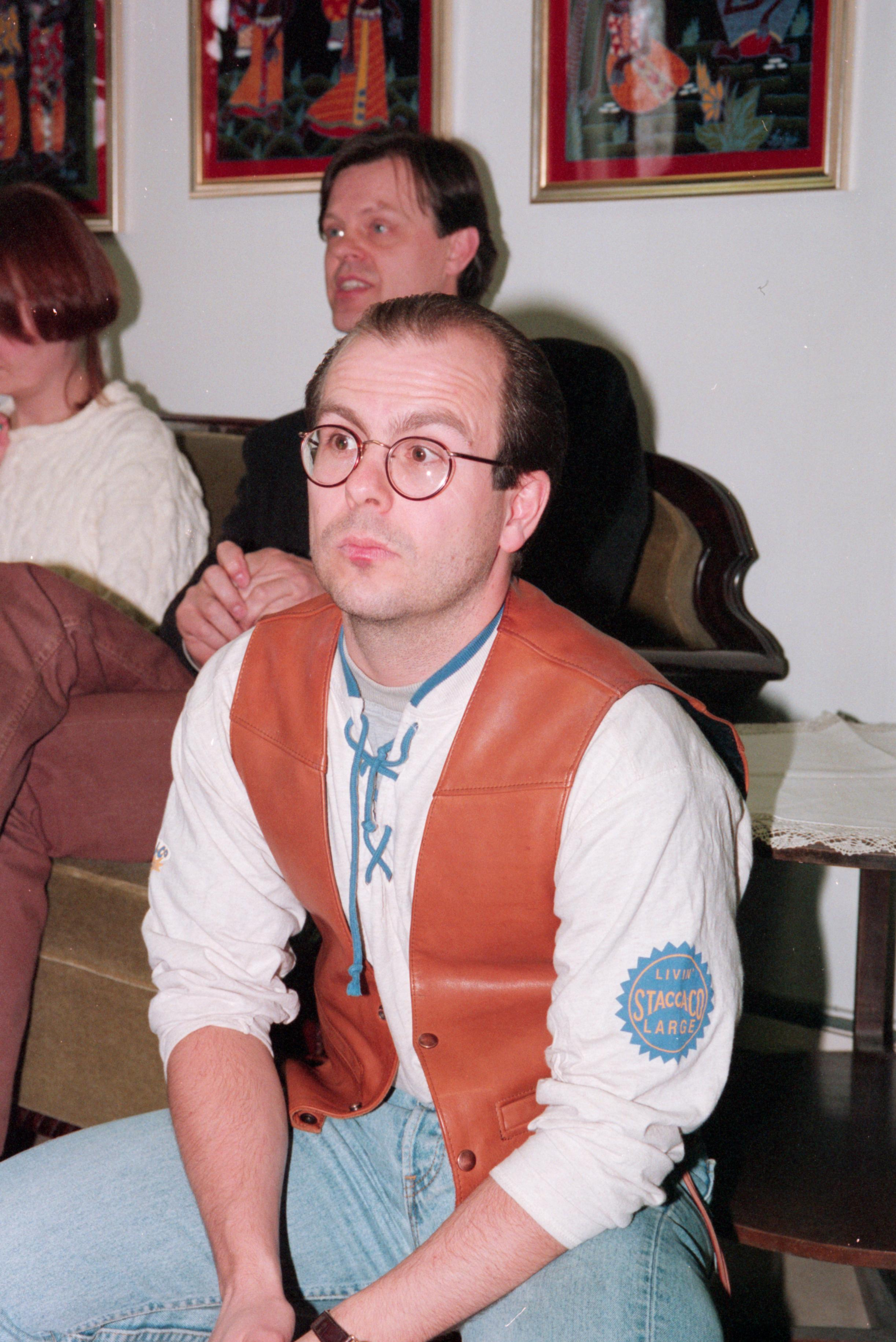
Timo Kahilainen

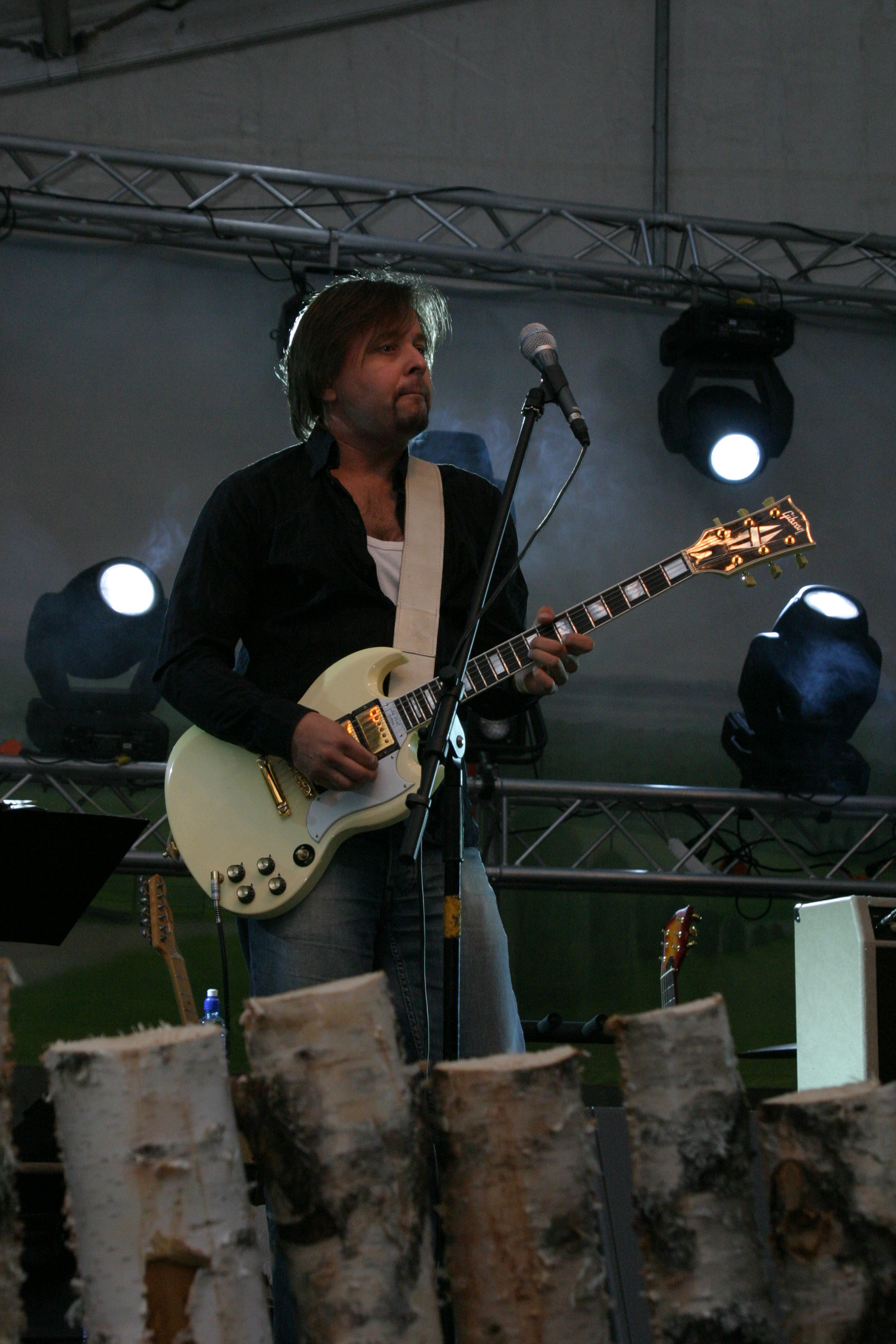
Heikki Hela

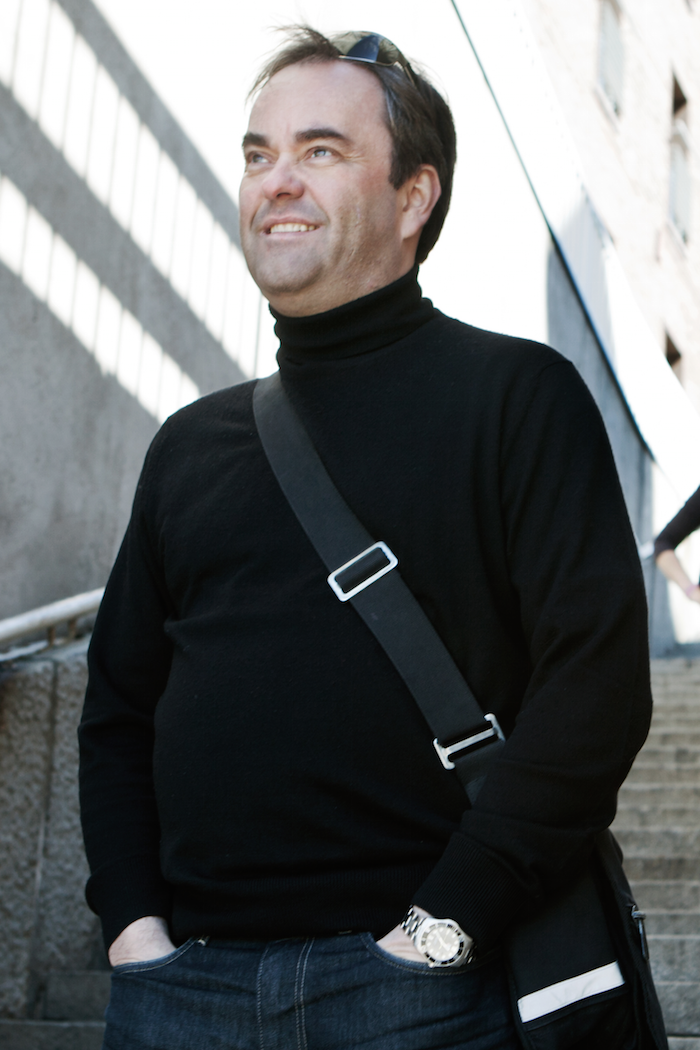
Olli Keskinen

Kummeli („Steinmännchen“) ist eine finnische Comedy- und Musikgruppe aus Tampere. Die Gruppe ist vor allem durch die gleichnamige Comedy-Serie bekannt, die von 1991 bis 2004 auf Yle TV2 ausgestrahlt wurde.
Die ursprünglichen Mitglieder von Kummel sind Heikki Silvennoinen, Olli Keskinen und Timo Kahilainen, später Heikki Hela. In den Filmen und anderen Produktionen der Gruppe spielen viele andere Schauspieler mit, darunter Heikki Vihinen, Mari Turunen, Miia Selin, Elsa Saisio, Mari Perankoski, Ilkka Heiskanen, Jarkko Pajunen, Karoliina Blackburn und viele andere.
Die Fernsehserie besteht aus kurzen, oft musikbetonten Sketchen, die von Folge zu Folge erscheinen.

## Filme und Serien

### Serien
- Kummeli (1991–2004)
- Lihaksia ja Luoteja (1996)
- Lääkärit tulessa (1998)
- Mankeli (2000–2001)
- Jurismia! (2002)
- Kummeli esittää: Kontio & Parmas (2018–2023)

### Filme
- Kummeli Stories (1995)
- Kummeli Kultakuume (1997)
- Kummelin Jackpot (2006)
- Kummeli Alivuokralainen (2008)
- Kummeli V (2014)
- Kummeli esittää: Kontio & Parmas -elokuva (2022)

## Diskografie

### Alben
- Artisti Maksaa (1994)
- Kummeli Stories – Elokuvasävelmiä Ynnä Muuta (1995)

### Kompilationen
- Parhaat Palat (2002)